# 卡利娅·科珀
卡利娅·科珀（英語：Kahleah Copper，1994年8月28日—），美国女子篮球运动员，场上位置是得分后卫和小前锋，2022年女子世界盃籃球賽金牌得主、2024年夏季奥林匹克运动会女子金牌得主。